# Women’s Premier Ice Hockey League 2006/07
Die Saison 2006/07 war die 25. Austragung der höchsten englischen Fraueneishockeyliga, der Women’s Premier Ice Hockey League. Die Ligadurchführung erfolgt durch die English Ice Hockey Association, den englischen Verband unter dem Dach des britischen Eishockeyverbandes Ice Hockey UK. Der Sieger erhielt die Bill Britton Memorial Trophy.

## Modus
Zunächst spielten alle Mannschaften eine einfache Runde mit Hin- und Rückspiel. Die vier Besten erreichten das Halbfinale. Der Letzte musste in die Relegation gegen den Besten der 1. Division. In der Finalrunde wurde jeweils nur ein Spiel zwischen den Kontrahenten ausgetragen.

## Hauptrunde
| Platz | Mannschaft               | Spiele | S  | U | N  | Punkte  | Tore |
| ----- | ------------------------ | ------ | -- | - | -- | ------- | ---- |
| 1.    | Slough Phantoms          | 18     | 16 | 1 | 1  | 152:037 | 33   |
| 2.    | Bracknell Queen Bees     | 18     | 14 | 2 | 2  | 096:026 | 30   |
| 3.    | Guildford Lightning      | 18     | 12 | 4 | 2  | 087:040 | 28   |
| 4.    | Newcastle Northern Stars | 18     | 11 | 3 | 4  | 073:046 | 25   |
| 5.    | Sheffield Shadows (M)    | 18     | 8  | 3 | 7  | 079:056 | 19   |
| 6.    | Cardiff Comets           | 18     | 5  | 4 | 9  | 061:062 | 14   |
| 7.    | Kingston Diamonds        | 18     | 5  | 4 | 9  | 063:081 | 14   |
| 8.    | Streatham Storm          | 18     | 4  | 2 | 12 | 038:063 | 10   |
| 9.    | Solihull Vixens          | 18     | 3  | 1 | 14 | 046:080 | 7    |
| 10.   | Nottingham Vipers (N)    | 18     | 0  | 0 | 18 | 012:216 | 0    |

## Final Four

### Halbfinale
| 26. Mai 2007 15:45 Uhr | Slough Phantoms | 2:3 (0:1, 1:1, 1:1) Spielbericht | Newcastle Northern Stars | Sheffield |

| 26. Mai 2007 18:00 Uhr | Bracknell Queen Bees | 3:2 (1:0, 1:1, 0:1) Spielbericht | Guildford Lightning | Sheffield |

### Spiel um den 3. Platz
| 27. Mai 2007 13:15 Uhr | Slough Phantoms | 6:5 n. P. (2:3, 1:2, 2:0, 0:0) Spielbericht | Guildford Lightning | Sheffield |

### Finale
| 27. Mai 2007 17:15 Uhr | Newcastle Northern Stars | 1:2 (0:0, 1:2, 1:2) Spielbericht | Bracknell Queen Bees | Sheffield |

## Relegation
Im Kampf um einen Platz in der höchsten Liga traten die Sieger der Hauptrunde beider Gruppen der Division I gegeneinander an. Der Gewinner des Spiels trat dann gegen den Letztplatzierten der Premier League an. Die Billingham Wildcats aus der Nordgruppe konnten sich durchsetzen und erreichten den Aufstieg.
|  | Billingham Wildcats | 5:4 (-:-, -:-, -:-) | Swindon Topcats |  |

|  | Nottingham Vipers | 1:6 (-:-, -:-, -:-) | Billingham Wildcats |  |

## Division 1
Die Women’s National Ice Hockey League ist nach der Premier League die zweite Stufe der englischen Fraueneishockeyliga. In ihr ist die Division 1 die höchste Klasse. Sie ist in drei regionale Gruppen gegliedert.
| North | North                  | North  | North | North  | North    | North   | North  |
| ----- | ---------------------- | ------ | ----- | ------ | -------- | ------- | ------ |
| Platz | Mannschaft             | Spiele | Siege | Unent. | Niederl. | Tore    | Punkte |
| 1.    | Billingham Wildcats    | 14     | 12    | 1      | 1        | 165:032 | 25     |
| 2.    | Whitley Bay Squaws     | 14     | 11    | 1      | 2        | 128:055 | 23     |
| 3.    | Telford Wrekin Raiders | 14     | 10    | 2      | 2        | 146:052 | 22     |
| 4.    | Flintshire Furies      | 14     | 7     | 2      | 5        | 097:065 | 16     |
| 5.    | Coventry Phoenix       | 14     | 7     | 0      | 7        | 041:056 | 14     |
| 6.    | Sheffield Shadows B    | 14     | 4     | 0      | 10       | 054:112 | 8      |
| 7.    | Blackburn Thunder      | 14     | 1     | 1      | 12       | 030:132 | 3      |
| 8.    | Peterborough Penguins  | 14     | 0     | 1      | 13       | 016:173 | 1      |

Anm.: Eine Mannschaft aus London zog sich aus der Liga wegen unzureichender Spieler zurück.
| South | South                      | South  | South | South  | South    | South   | South  |
| ----- | -------------------------- | ------ | ----- | ------ | -------- | ------- | ------ |
| Platz | Mannschaft                 | Spiele | Siege | Unent. | Niederl. | Tore    | Punkte |
| 1.    | Swindon Topcats            | 18     | 17    | 0      | 1        | 211:022 | 34     |
| 2.    | Chelmsford Cobras          | 18     | 15    | 1      | 2        | 124:023 | 31     |
| 3.    | Milton Keynes Falcons      | 18     | 14    | 0      | 4        | 095:036 | 28     |
| 4.    | Basingstoke Bison Ladies   | 18     | 12    | 0      | 6        | 089:039 | 24     |
| 5.    | Streatham B                | 18     | 10    | 1      | 7        | 074:057 | 21     |
| 6.    | Oxford City Midnight Stars | 18     | 5     | 2      | 11       | 037:077 | 12     |
| 7.    | Oxford University          | 18     | 5     | 0      | 13       | 031:107 | 10     |
| 8.    | Invicta Dynamics           | 18     | 4     | 2      | 12       | 040:081 | 10     |
| 9.    | Basingstoke Bears          | 18     | 3     | 0      | 15       | 020:102 | 6      |
| 10.   | Bracknell Firebees         | 18     | 2     | 0      | 16       | 015:192 | 4      |

Finalrunde
In einem Finalturnier wurde unter den jeweils beiden Besten der beiden Gruppen um den Sieg in der Division 1 gespielt.
| 24. Mai 2007 12:15 Uhr | Billingham Wildcats | 5:2 (1:2, 1:0, 3:0) Spielbericht | Chelmsford Cobras | Sheffield |

| 24. Mai 2007 14:00 Uhr | Swindon Topcats | 7:2 (2:1, 3:1, 2:0) Spielbericht | Whitley Bay Squaws | Sheffield |

Spiel um Platz 3
| 25. Mai 2007 11:30 Uhr | Chelmsford Cobras | 9:4 (2:1, 4:2, 3:1) Spielbericht | Whitley Bay Squaws | Sheffield |

Finale
| 25. Mai 2007 15:30 Uhr | Billingham Wildcats | 0:4 (0:1, 0:2, 0:1) Spielbericht | Swindon Topcats | Sheffield |